# Терехова Тетяна Андріївна
Тетяна Андріївна Терехова (25 січня 1992 , Дніпро ) — українська теле та радіоведуча, журналістка та авторка документальних фільмів. Донька Андрія Деркача.

## Дитинство та освіта
Народилася 25 січня 1992 року в місті Дніпро, Україна. У 1994 році разом із родиною переїхала до Києва, навчалася у підготовчому класі British International School [Архівовано 5 липня 2017 у Wayback Machine.], а середню освіту отримала у загальноосвітній школі №128 (Єврейський ліцей).
З 1998 року 9 років професійно займалася бальними та латино-американськими танцями. Тетяна зі своїм партнером Дмитром Шумигаєм стали багатократними чемпіонами України, чемпіонами відкритих міжнародних змагань в Іспанії, Німеччині, Словенії та Польщі. Більше 7 років займалася грою на фортепіано, вокалом та живописом.
У 2007 році паралельно вступила до 2 вишів: КНУ імені Тараса Шевченка (Інститут міжнародних відносин, спеціальність «Міжнародний бізнес») та КНЕУ імені Вадима Гетьмана (спеціальність «Облік та аудит», заочна форма навчання), де у 2013 році отримала ступінь магістра. У 2012 році пройшла програму зі спеціальності «Спеціалізована журналістика» в USC Annenberg School for Communication and Journalism [Архівовано 2 вересня 2000 у Wayback Machine.] (США). У 2013 році отримала диплом спеціаліста зі спеціальності «Міжнародне право» і нині є аспірантом кафедри «Міжнародне публічне право» в Інституті міжнародних відносин КНУ імені Тараса Шевченка.
У 2011 році пройшла спеціалізований курс з піару та маркетингу у маркетинговій школі Be First (Київ).
У 2012 році пройшла курс з акторської майстерності у Нью-Йоркській кіноакадемії [Архівовано 1 грудня 2020 у Wayback Machine.] (Лос-Анджелес, студія Universal). У цьому ж році отримала сертифікат про проходження курсу «Бізнес в індустрії моди» в Інституті Марангоні [Архівовано 11 жовтня 2017 у Wayback Machine.] (Париж).
Володіє на професійному рівні англійською, також знає іспанську та французьку мови.

## Кар'єра
З дитинства мріяла стати акторкою та співачкою, у 2007 році (спеціально до закінчення школи) представила пісню «Выпускной», написану у співавторстві зі співачкою та композиторкою Вікторією Васалатій [Архівовано 13 березня 2017 у Wayback Machine.]. На пісню було знято кліп режисером Олександром Ігудіним [Архівовано 10 жовтня 2017 у Wayback Machine.] у Санкт-Петербурзі. Пісня стала популярною в Росії (кліп був у чартах Муз-ТВ, а пісня звучала на різноманітних радіостанціях, у тому числі на «Російському Радіо»).
Того ж року Тетяна стала ведучою  на українському «Love Radio». Певний час там виходила авторська програма Тетяни про моду «Факт Fashion». У листопаді 2007 року керівництво радіостанції запропонувало Тереховій провести свій перший прямий ефір. Спроба виявилася успішною і скоро Тетяна почала працювати ведучою лінійних ефірів і різних розважальних музичних програм, програми на замовлення «Кадриль» і новин.
У 2009 році перейшла працювати на «L'Radio» [Архівовано 10 жовтня 2017 у Wayback Machine.], де вела програму-інтерв'ю з зірками шоу-бізнесу та щотижневу програму про життя зірок «L Format». З 2010 року працювала на російському «Радио Дача» в лінійних ефірах.
У 2010 році Тетяна Терехова розпочала роботу на Радіо «Ера» ведучою програм «Прогнози тижня», «Полілог», «Обідня перерва» та інших інформаційно-аналітичних ефірів.
З 2009 року почала роботу на телебаченні як спеціальна кореспондентка, а пізніше – ведуча аналітичної економічної програми «Кредит довіри» і національних заходів. З 2010 року була ведучою ранкових новин і вечірньої інформаційно-аналітичної програми «Підсумки». В арсеналі Тетяни робота ведучою турніру бальних і латиноамериканських танців міжнародного рівня за версією Всесвітньої ради танцю, міжнародного православного кінофестивалю «Покров» (у 2012 році – з Федором Бондарчуком, у 2013 році – з Андрієм Малаховим, у 2014/2015/2016/2017/2018 роках – з Олексієм Анановим), музичного телевізійного марафону, а також різних концертів і новорічних шоу.
У 2011 році грала роль Снігуроньки у новорічному мюзиклі «Новорічна Ніч» для «UA:Перший» і ТРК «Ера».
Того ж року Тетяна розпочала співпрацю з телеканалом «UA: Перший» та одразу отримала пропозицію вести ефіри міжнародного значення. Так, у 2011—2017 роках Терехова була коментаторкою пісенного конкурсу «Євробачення», працювала в парі з ведучими Тимуром Мірошниченком (у 2011—2016 роках) та Андрієм Городиським (у 2017 році). Також вела проєкт «Щоденники Євробачення». З 2014 року є національною коментаторкою [Архівовано 10 жовтня 2017 у Wayback Machine.] церемоній відкриття і закриття Олімпійських ігор. На рахунку Тетяни серії прямих ефірів про зимові Олімпійські ігри [Архівовано 10 жовтня 2017 у Wayback Machine.] (Сочі, 2014), літні Олімпійські ігри (Ріо, 2016) та Європейські ігри (Баку, 2015).
У серпні 2016 року була ведучою «Студія. Ріо 2016» на UA: Перший [Архівовано 10 жовтня 2017 у Wayback Machine.] разом зі спортивним журналістом Славою Вардою.
З вересня по грудень 2016 року була ведучою ранкової інформаційно-аналітичної програми [Архівовано 10 жовтня 2017 у Wayback Machine.] (спільного проєкту проросійського телеканалу «NewsOne» і ТРК «Ера»). Працювала в парі [Архівовано 10 жовтня 2017 у Wayback Machine.] з журналістом і ведучим Матвієм Ганапольським.
Паралельно з кар'єрою на радіо та телебаченні Тетяна розвивається як авторка документального кіно. З 2011 року представляє короткометражні фільми про Євробачення. У 2013 році випустила англомовні документальні фільми про президентські вибори у США та прокурора округу Лос-Анджелес (США), а також про життя української співачки Міки Ньютон у США.
У 2017 році Тетяна Терехова на «Євробаченні», яке цього разу проходило в Україні, стала ведучою [Архівовано 10 жовтня 2017 у Wayback Machine.] Церемонії відкриття, модераторкою прес-конференцій учасників, коментаторкою двох півфіналів та фіналу конкурсу на каналі UA: Перший.
Також до Дня Незалежності разом із телеканалом NewsOne TV Тетяна підготувала спецпроєкт «Гаранти Незалежності» – серію інтерв'ю з українськими президентами Кравчуком та Ющенком про головні події в історії незалежної України.
У листопаді 2017 року була співведучою ранкового інформаційно-розважального шоу «Доброго ранку, Країно!» [Архівовано 9 жовтня 2017 у Wayback Machine.] разом із Владиславом Волошиним та Антоном Довлатовим на телеканалі UA:Перший. 
У лютому 2018 року Тетяна стала офіційною коментаторкою церемоній відкриття та закриття Зимових Олімпійських ігор у місті Пхьончхані. 
У квітні 2018 року стала ведучою премії «Найуспішніша жінка року» [Архівовано 24 січня 2019 у Wayback Machine.] у рамках «Балу квітів від Миколи Тищенка».
Також Тетяна взяла участь у благодійному марафоні [Архівовано 24 січня 2019 у Wayback Machine.] Nova Poshta Kyiv Half Marathon, з метою зібрати із благодійним фондом «Таблеточки» кошти для онкохворих дітей-пацієнтів НДСЛ Охматдит.
У травні відбулася прем’єра спільного проєкту інтернет-видання 23-59.com.ua та Національного художнього музею України «Коли картини заговорять» – це перший аудіогід знаковими роботами українських художників, для якого Тетяна записала аудіосупровід до однієї з робіт [Архівовано 24 січня 2019 у Wayback Machine.]. 
У травні була ведучою The UEFA Champions League Final Celebration party 2018 разом із Тимуром Мірошниченком.
Восени 2018 року Тетяна Терехова була ведучою 56th Convention of World Boxing Council in Kyiv разом із Володимиром Остапчуком. А у жовтні долучилася до проєкту [Архівовано 24 січня 2019 у Wayback Machine.] «Світські читання», де читала уривок із книги Альони Долецької «Не жизнь, а сказка».

## Нагороди
У 2011 році отримала нагороду від Державного комітету телебачення та радіомовлення України «За сприяння у розвитку вільного та демократичного національного інформаційного середовища».
Занесена до Книги рекордів Гіннеса у 2012 році як ведуча найдовшого у світі музичного телемарафону національної пісні [Архівовано 21 вересня 2017 у Wayback Machine.]. Марафон тривав 6 діб (110 годин) та транслювався на телеканалах UA: Перший та ТРК «Ера».

## Спеціальні проєкти
У 2013 році заснувала [Архівовано 10 жовтня 2017 у Wayback Machine.] всеукраїнську студентську платформу Studway, яка на сьогодні включає в себе онлайн-видання про освіту та студентське життя, щотижневу програму «Студвей» [Архівовано 10 жовтня 2017 у Wayback Machine.] на Радіо «Ера», а також щорічну премію для талановитої молоді Studway Awards [Архівовано 10 жовтня 2017 у Wayback Machine.].
Мета проєкту – допомагати молоді жити яскравіше та комфортніше, знаходити мотивацію, планувати професійний розвиток та вирушати у подорожі.
Також спеціально для Studway Тетяна Терехова провела серію інтерв'ю «Топ-менеджмент освіти» [Архівовано 10 жовтня 2017 у Wayback Machine.] з головними персонами української системи освіти – Інною Совсун [Архівовано 10 жовтня 2017 у Wayback Machine.], Олегом Дерев'янком [Архівовано 10 жовтня 2017 у Wayback Machine.], Віктором Огнев'юком [Архівовано 10 жовтня 2017 у Wayback Machine.], Михайлом Згуровським [Архівовано 10 жовтня 2017 у Wayback Machine.], Катериною Амосовою [Архівовано 10 жовтня 2017 у Wayback Machine.], Ігорем Лікарчуком [Архівовано 10 жовтня 2017 у Wayback Machine.], Андрієм Мелешевичем [Архівовано 10 жовтня 2017 у Wayback Machine.], Валерієм Копійкою [Архівовано 10 жовтня 2017 у Wayback Machine.].
У травні 2017 року стала учасницею [Архівовано 10 жовтня 2017 у Wayback Machine.] «Алеї мрій» – розважально-просвітницького проєкту за підтримки МОМ [Архівовано 12 жовтня 2017 у Wayback Machine.], USAID, посольства Канади в Україні до Дня захисту дітей, метою якого було звернути увагу на необхідність соціального захисту дітей. 
У вересні того ж року стала спікеркою «Всеукраїнського шкільного уроку волонтерства» від Ukrainian Volunteer Service за підтримки Міністерства освіти та науки України.

## Політична кар'єра
У вересні 2011 року стала членкинею  Європейської Партії України. З 2016 року – член ради партії.
У травні 2014 року балотувалася на місцевих виборах до Київради у списках ЄПУ.

## Погляди
Висловлювала жаль з приводу заборони в'їзду російській співачці, яка відвідувала окупований Крим, для участі в Євробаченні-2017, оскільки нібито на час Євробачення всі країни мають жити в мирі, радості та єднанні, а також виступала проти квот української музики на радіо та телебаченні.

## Родина та особисте життя
Батько — проросійський політик і народний депутат Андрій Деркач. Одружена з сином українського політика Володимира Литвина Іваном, мають доньку Поліну та сина Володимира.